# Rosenrot (Lied)
Rosenrot ist ein Lied der deutschen Metal-Band Rammstein. Es ist die zweite Single des Albums Rosenrot und wurde am 16. Dezember 2005 veröffentlicht. Der Song wurde, wie andere Titel ebenfalls, in Zusammenarbeit mit Jacob Hellner produziert. Aufgenommen wurde „Rosenrot“ im Cortijo Studio in Málaga.

## Liedtext
Das Lied ist eine Adaption von Goethes Heidenröslein und dem Märchen Schneeweißchen und Rosenrot der Gebrüder Grimm, dem der Titel entnommen ist. Dabei beginnt das Lied mit der Zeile „Sah ein Mädchen ein Röslein steh'n,“ in Anlehnung an das „Sah ein Knab ein Röslein stehn,“ aus dem Heidenröslein. Der weitere Text weicht jedoch von der Vorlage ab und beschreibt, wie das Mädchen ihren Liebsten bittet, das Röslein aus dem Berg für sie zu pflücken:

„So sprach sie ihren Liebsten an

Ob er es ihr steigen kann“

Auf diese Bitte hin steigt der Liebste in den Berg, stürzt jedoch bei dem Versuch, es zu erreichen, ab:

„An seinen Stiefeln bricht ein Stein

Will nicht mehr am Felsen sein

Und ein Schrei tut jedem kund

Beide fallen in den Grund“

Der Refrain ist zweiteilig und beschreibt in seinem ersten Teil den Brauch, nach dem es üblich ist, dem Mädchen das Röslein zu bringen, das sie haben möchte, damit sie dem Verehrer ihr Herz ausschenkt:

„Sie will es und so ist es fein

So war es und so wird es immer sein

Sie will und so ist es Brauch

Was sie will bekommt sie auch“

Im zweiten Teil wird die Gefahr des Unterfangens durch Rosenrot in einer Parallele zu dem Sprichwort „Stille Wasser sind tief“ dargestellt:

„Tiefe Brunnen muss man graben

Wenn man klares Wasser will

Rosenrot oh Rosenrot

Tiefe Wasser sind nicht still“

## Musikvideo
Die Regie für das Musikvideo zu der Single Rosenrot führte der Regisseur Zoran Bihać, der bereits die Videos für Links 2 3 4 und Mein Teil produziert hatte. Es wurde am 30. November 2005 in der MTV Rockzone zum ersten Mal ausgestrahlt. Gedreht wurde es am 13. und 14. November 2005 im Weiler Măgura und der Zărnești-Schlucht (Cheile Zărneștilor) im Piatra-Craiului-Gebirge in Siebenbürgen.
Das Musikvideo zeigt, wie eine Gruppe von Mönchen und Priestern, dargestellt durch die Mitglieder der Band, in ein abgelegenes Dorf kommt, in dem ein Fest gefeiert wird. Die Priester werden zum Essen eingeladen und beobachten die Bevölkerung beim Tanz. Einem Mönch, der von Till Lindemann dargestellt wird, fällt ein Mädchen (dargestellt von Cătălina Lavric) beim Tanz auf. In der nächsten Szene, die nachts spielt, beginnen die Mönche mit einer Selbstgeißelung, die im späteren Verlauf immer wieder eingeblendet wird. Die Priester geben den Dorfbewohnern die Kommunion und der von Lindemann dargestellte Mönch freundet sich mit der jungen Frau an. In Traumsequenzen schläft er in deren Zimmer und sie kommt nachts zu ihm, wobei sie ihn mit einer Rose streichelt. Sie begleitet ihn schließlich an einem Abend zum Haus ihrer Eltern, in dem der Mönch offensichtlich auf ihren Wunsch ihren Vater und ihre Mutter ermordet, während sie die Szene von draußen beobachtet. (Vorher, sowohl schon am Ende der Traumsequenzen als auch als sie zusammen vor dem elterlichen Haus ankommen, drückte sie seine Hände fest um den dornigen Rosenstengel.) Als er nach der Mordtat wieder aus dem Haus tritt, zeigt sie auf ihn und jagt die Dorfbewohner und Mönche auf ihn. Er wird überwältigt und am nächsten Abend, umringt von den Dorfbewohnern und den Klerikern, auf einem Scheiterhaufen verbrannt, den das Mädchen entzündet, indem sie als erste ihre Fackel auf ihn wirft. In der Abschlussszene verlassen die verbleibenden Mönche das Dorf, aus dem noch die Rauchfahne steigt.

## Veröffentlichung
Das Lied wurde zuerst auf dem Album Rosenrot im Oktober 2005 veröffentlicht. Am 16. Dezember 2005 erfolgte eine Auskopplung des Liedes als zweite Veröffentlichung aus dem Album nach Benzin in Form einer Single und einer Maxi-Single. Auf beiden sind eine Single-Version des Liedes sowie ein Remix der Erfurter Band Northern Lite enthalten, auf der Maxi-Single ergänzt durch The Tweaker Remix von Chris Vrenna, früher Drummer bei den Nine Inch Nails, sowie den 3am At Cosey Remix von Jagz Kooner.
Der Rapper Alligatoah veröffentlichte 2018 eine Coverversion von Rosenrot auf dem Coveralbum Fremde Zungen.

## Chartplatzierungen
| ChartsChartplatzierungen | Höchstplatzierung | Wochen |
| ------------------------ | ----------------- | ------ |
| Deutschland (GfK)        | 28 (9 Wo.)        | 9      |
| Österreich (Ö3)          | 46 (6 Wo.)        | 6      |
| Schweiz (IFPI)           | 59 (8 Wo.)        | 8      |